# Romuald Krupanek
Romuald Krupanek (ur. 19 lutego 1964 w Siemianowicach Śląskich) – polski lekkoatleta, długodystansowiec.
Były zawodnik WKS Śląsk Wrocław i członek kadry Polski. Dwukrotny reprezentant kraju na przełajowych Mistrzostwach Świata. Pod koniec kariery maratończyk. Swoje wieloletnie doświadczenie zdobywał pracując m.in. w zagranicznych klubach lekkoatletycznych takich jak SCC i OSC Berlin. W swojej karierze trenerskiej posiada kilku medalistów mistrzostw Polski. Co jakiś czas występuje w roli trenera wspomagającego kadry PZLA, gdzie zajmuje się najlepszymi biegaczami z całego kraju m.in. Adrianem Danilewiczem. Obecnie trener WLKS Wrocław oraz WKS "Śląsk".
Rekordy życiowe:
- 5000 m – 13:54,40
- 10 000 m – 28:55,02
- 10 km (ulica z atestem) – 28:34,33